# Walter McMillian
Walter « Johnny D. » McMillian (né le 27 octobre 1941 et mort le 11 septembre 2013) était un ouvrier afro-américain du bois à pâte de Monroeville, en Alabama, déclaré coupable de meurtre et condamné à mort. Sa condamnation a été obtenue à tort, sur la base de la coercition de la police et de faux témoignage 3 lors du procès de 1988. Le juge a annulé la peine d'emprisonnement à vie du jury en utilisant une pratique unique et controversée de l'Alabama, appelée « annulation du juge », en imposant une peine capitale.
De 1990 à 1993, la cour d'appel en matière criminelle de l'Alabama a rejeté quatre recours.  En 1993, alors que McMillian est resté six ans dans le quartier des condamnés à mort d'Alabama, la Cour d'appel pénale réforme la décision du tribunal inférieur et exprime qu'il a été condamné à tort.
L'affaire controversée a attiré l'attention du pays à partir de l'automne 1992, lorsqu'elle a été présentée dans l'émission 60 Minutes de CBS News. Deux livres ont été écrits sur l'affaire, dont l'un a été adapté au cinéma.

## Contexte
Walter McMillian vivait dans une colonie noire près de Monroeville où « il a grandi en cueillant du coton ». The Guardian a décrit le comté de Monroe comme « une région isolée de pins et de fermes de haricots pauvre en terre ». Walter a acheté du matériel d'exploitation forestière et de papeterie et est devenu un homme d'affaires au « succès modéré ». Il a été décrit par The New Yorker comme « un ouvrier noir en pâte à papier ». Il était marié à Minnie McMillian depuis vingt-cinq ans et ils ont eu neuf enfants. Il a occupé deux emplois et n'avait pas de casier judiciaire, seulement une accusation de délit découlant d'une bagarre dans un bar.
Il était connu dans la communauté parce qu'il entretenait une liaison avec une femme blanche, Karen Kelly et qu'un de ses fils avait épousé une femme blanche. McMillian et l'avocat, qu'il avait en 1987, J. L. Chestnut ont soutenu : « les relations de M. McMillian à elles seules avaient fait de lui un suspect ». Dans un entretien avec lui lorsqu'il était en prison en 1993, McMillian a déclaré : « La seule raison pour laquelle je suis ici, c'est parce que je m'amusais avec une femme blanche et que mon fils avait épousé une femme blanche ».  

## Meurtre de Ronda Morrison
Ronda Morrisson, employée de teinturerie, âgée de 18 ans, a été tuée au Jackson Cleaners le 1er novembre 1986 à Monroeville, en Alabama,. Elle a reçu plusieurs tirs d'armes à feu à de multiples reprises dans le dos. Au moment du meurtre, Walter McMillian mangeait du poisson frit, chez-lui, avec des douzaines de témoins, dont un policier,.

## Arrestation de McMillian par le shérif Tom Tate
McMillian, qui n'avait aucun casier judiciaire, s'est fait arrêter en juin 1987 par Tom Tate, nouvellement élu shérif et qui était sous la pression de trouver un suspect,. Le New York Times décrit la situation comme « une arrestation extraordinaire ». Il a été immédiatement envoyé à la Holman State Prison, à Atmore, qui est habituellement réservée pour les meurtriers reconnus coupables attendant leur exécution. Il y est resté pendant quinze mois jusqu'à son procès. Après son arrestation, McMillian a tenté d'expliquer au shérif Tate qu'il se trouvait chez lui avec sa famille et ses amis, le 1er novembre au matin. Tate lui a répondu : « Je me fiche de ce que tu dis ou ce que tu fais. Je me fiche de ce que vos gens disent aussi. Je vais mettre douze personnes dans un jury qui vont juger ton bordel de cul noir coupable,. »
Le 11 décembre 1987, Walter McMillian et Ralph Bernard Myers, un criminel de carrière, ont été conjointement accusés. McMillian a été mis en accusation pour meurtre qualifié, car il a été commis dans un vol qualifié de premier degré. Myers a plaidé coupable en tant que complice dans le meurtre et a été condamné à une peine de 30 ans de prison mais le jury a recommandé une peine de prison à vie.

## Adaptation cinématographique
En 2019, l'affaire est adaptée au cinéma avec le film La Voie de la justice (Just Mercy) réalisé par Destin Daniel Cretton, d'après le livre de Stevenson, Just Mercy: A Story of Justice and Redemption (2014). Jamie Foxx y interprète le rôle de McMillian et Michael B. Jordan celui de Bryan Stevenson.